# Joseph von Sonnenfels
Joseph von Sonnenfels (1732/1733, Mikulov – 25. dubna 1817, Vídeň) byl rakouský právník, spisovatel, dvorní poradce, divadelní kritik a významný teoretik osvícenského absolutismu z Moravy. Významná je také jeho role při vzniku Burgtheateru. Narodil se v židovské rodině v Mikulově, kde jeho otec působil jako rabín.

## Život a činnost
Zasloužil se o zrušení mučení v Rakousku a svým vytříbeným jazykem redigoval znění mnohých zákonů a předpisů.
Společně s Karlem Antonem von Martini vydal dva trestní zákoníky. Nejdříve roku 1796 Západohaličský trestní zákoník, který měl sloužit jako zkouška aplikace nových zákonů. Po úspěchu následoval veledůležitý Trestní zákoník z roku 1803, též zvaný Franziskana, neboli Zákoník o zločinech a těžkých policejních přestupcích. V něm byl sice znovu zaveden trest smrti (oběšením), ovšem v jiných ohledech byl velmi nadčasový. Kromě již zmíněného zrušení mučení při výsleších podezřelých rozdělil výkon trestu ve vězení na tři stupně žalářů:
- 1. stupeň: žalář - volný pohyb v cele, běžná strava
- 2. stupeň: těžký žalář - nohy spoutány v okovech, bezmasá strava, samotka
- 3. stupeň: nejtěžší žalář - připoutání i v pase, bezmasá strava (teplé jídlo obden), samotka

Třetí stupeň žaláře byl spojen se ztrátou majetku a občanských i šlechtických práv a hodností. S průběžnými novelami platil Sonnenfelsův trestní zákoník v Rakousku až do roku 1975 a v Československu do roku 1950.
Sonnenfels se též jako divadelní cenzor pod jeho vedením Jana Václava Šporka ve funkci generálního ředitele C. k. dvorního divadla a komorní hudby neúspěšně snažil zreformovat vídeňské divadlo tak, aby vystupovalo jako vzdělávací ústav (za použití cenzury děl). Ostře vystupoval proti obsahově nízkým komediím a fraškám (např. improvizační typ divadla Stegreiftheater, ve kterém vystupovala postava Hanswurst, srovnatelná s českým hloupým Honzou).

## Dílo

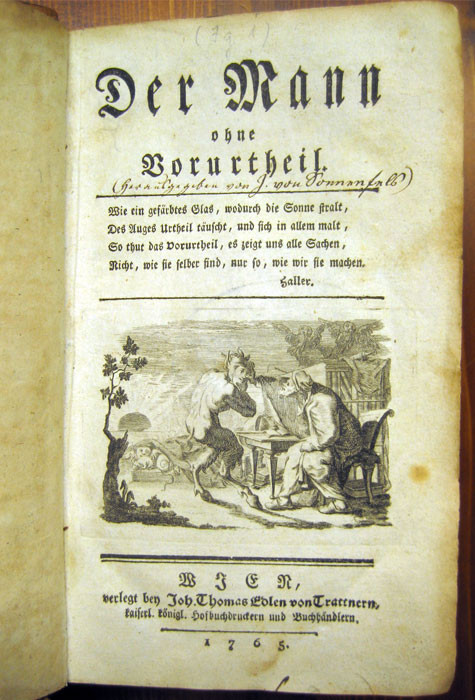
Titulní strana prvního vydání časopisu 'Der Mann ohne Vorurtheil' z roku 1765.

- s Mathiasem Wilhelmem von Haan: Specimen juris germanici de remediis juris, juri romano incognitis, Wien 1757
- Herrn Joseph von Sonnenfels … Einleitungsrede In Seine Akademische Vorlesungen, Wien 1763 (Digitalizováno)
- Grundsätze der Polizey, Handlung und Finanz – Zu dem Leitfaden des politischen Studiums, 3 části, 1769–76
- Ueber die Liebe des Vaterlandes. Kurzböck, Wien 1771; IV, 131, 44 S. (Digitalizováno)
- Briefe über die Wienerische Schaubühne. (vzniklo 1767–1769.) vyd. von Hilde Haider-Pregler. Akademische Druck- und Verlagsanstalt, Graz 1988. (dotisk Konesen, Wien 1884.)
- Versuch über die Grundsätze des Stils in privat- und öffentlichen Geschäften 2 svazky. Gerold, Wien 1781
- Gesammelte Schriften. 10 sv. Baumeister, Wien 1783–1787
- Über die Abschaffung der Tortur. 2. vyd. Vídeň a Norimberk, Chr. Weigel a A. G. Schneider 1782, 144 s.
- Ueber den Geschäftsstil. Die ersten Grundlinien für angehende oesterreichische Kanzleybeamten. Wien 1784. Od roku 1785 druhé přepracované vydání.
- Der Schlafrock : an Herrn von .. Großhändler in .... Regensburg 1783 (Digitalizováno)